# Terry Frewer
Pour les articles homonymes, voir Frewer.
Terry Frewer est un compositeur de musiques de films.

## Filmographie
- 1973 : Summer Center
- 1989 : The Dig
- 1989 : American Boyfriends
- 1990 : Le Ranch de l'espoir (en) (Neon Rider) (série télévisée)
- 1990 : L'Étalon noir ("The Black Stallion") (série télévisée)
- 1991 : Scene of the Crime (série télévisée)
- 1994 : Lonesome Dove: The Series (série télévisée)
- 1996 : Les Aventures de Shirley Holmes (The Adventures of Shirley Holmes) (série télévisée)
- 1997 : Totem Talk
- 1997 : Super Dave's All Stars (série télévisée)
- 1997 : La Loi du colt ("Dead Man's Gun") (série télévisée)
- 1997 : Dead Man's Gun (TV)
- 1998 : Cold Squad, brigade spéciale ("Cold Squad") (série télévisée)
- 1998 : Courrier explosif (The Inspectors) (TV)
- 1999 : Legends: The Story of Siwash Rock
- 1999 : Aux frontières de l'étrange ("So Weird") (série télévisée)
- 1999 : TV business ("Beggars and Choosers") (série télévisée)
- 1999 : Over Canada an Arial Adventure (TV)
- 2000 : Le Faussaire (The Inspectors 2: A Shred of Evidence) (TV)
- 2000 : The Last Stop
- 2000 : Out of Time (TV)
- 2000 : Mysterious Ways (série télévisée)
- 2000 : The Fearing Mind (série télévisée)
- 2001 : Black Point (en)
- 2001 : The Chris Isaak Show (série télévisée)
- 2002 : Trust
- 2002 : Jinnah - On Crime: Pizza 911 (TV)
- 2003 : Peacemakers (série télévisée)
- 2003 : Water's Edge
- 2004 : Nous étions libres (Head in the Clouds)
- 2004 : Bell: Making the Cut (série télévisée)
- 2005 : Hush (TV)
- 2005 : Escape
- 2007 : Jackpot de Noël (Christmas in Wonderland)